# Савчук Микола Панасович
Мико́ла Пана́сович Савчу́к  (4 (16) грудня 1899, с. Зубівщина, Ізяславського повіту Волинської губернії, нині Шепетівського району Хмельницької області — 16 лютого 1976, Одеса) — український зоолог, доктор біологічних наук, професор, член-кореспондент АН УРСР (1948), ректор Одеського державного університету (1939—1948), міністр освіти УРСР (1948—1949).

## Біографічні дані
М. П. Савчук народився в с. Зубівщина Ізяславського повіту Волинської губернії (нині Хмельницька область), в селянській родині. Закінчив двокласне початкове училище, пізніше займався самоосвітою. Після 1917 р. закінчив короткострокові педагогічні курси.
З 1918 р. почав педагогічну діяльність учителем сільської школи, а пізніше працював на телеграфі в Шепетівці. У 1925 р. завідував семирічною школою, а в 1926 р. — інспектором Шепетівського окружного відділу народної освіти.
У 1927 р. М. П. Савчук вступив до Одеського інституту народної освіти, на історичний факультет, який закінчив у 1930 р. У 1931 р. екстерном склав іспити за  біологічний факультет Одеського інституту професійної освіти та вступив до аспірантури Одеського науково-дослідного інституту біології.
У 1930—1934 рр. М. П. Савчук працює викладачем філософії в одеських інститутах: медичному, технологічному інституті консервної промисловості, сільськогосподарському. З 1934 р. почав роботу в Одеському держуніверситеті спочатку асистентом, а після захисту дисертації на звання кандидата біологічних наук (1935 р., керівник проф. Д. К. Третьяков) — доцентом кафедри зоології безхребетних. В 1937 р. М. П. Савчук стає професором та завідувачем кафедри, одночасно керує кафедрою філософії Одеського технологічного інституту консервної промисловості (1937—1939).
Наприкінці 1937 р. М. П. Савчука призначено виконуючим обов'язки ректора та проректором з учбової роботи Одеського державного університету. Ректором призначений у вересні 1939 р. Організаторські здібності М. Савчука як ректора особливо яскраво проявилися під час Другої світової війни та в перші повоєнні роки. Завдяки його енергії та цілеспрямованості вдалося організувати дві евакуації університету: першу — у Майкоп, де було проведено два випуски студентів (у 1941 та 1942 рр.), другу — в Байрам-Алі (Туркменія), де університет працював до 1944 року. Після повернення університету з евакуації було налогоджено швидке відновлення матеріальної бази, педагогічного та наукового потенціалу.
У липні 1948 року обраний членом-кореспондентом АН УРСР. Микола Савчук працював ректором Одеського державного університету до серпня 1948 року, коли був призначений міністром освіти Української РСР (7 серпня 1948 — 23 серпня 1949). Одночасно з цим у 1948—1949 роках перебував у штаті Інституту зоології АН УРСР (Київ).
З 1949 року очолював кафедру зоології безхребетних в Одеському державному університеті, Помер М. П. Савчук в Одесі 16 лютого 1976 р. Похований на центральній алеї 2-го християнського кладовища.

## Наукова діяльність
Наукові інтереси пов'язані з зоологією безхребетних, проводив дослідження з експериментальної біології, особливо регенерації та трансплантації органів, розвитку організмів та експериментальній гельмінтології.
Наукову роботу М. П. Савчук почав під керівництвом професора Д. К. Третьякова. Його зацікавили закономірності регенерації тканини та органів безхребетних тварин. На базі власних експериментальних досліджень, він видав підручник «Розвиток тваринних організмів», який на 30 років випередив появу синтетичної науки «біологія індивідуального розвитку». Враховуючи відсутність вітчизняного посібника з мікротехніки, він випускає підручник «Праця з мікроскопом», а дещо пізніше — підручник для студентів-біологів «Зоологія безхребетних».
Другим напрямком наукових пошуків М. П. Савчука було вивчення проблем крайової паразитології. У другій половині 40-х рр. М. П. Савчук разом з доцентом М. І. Єгоровим довели на прикладі тутового шовкопряда, а потім разом з лекційним асистентом кафедри В. Д. Севастьяновим — на медоносній бджолі, що фітогормони стимулюють організм комах. Як голова Одеського відділення Українського наукового товариства паразитологів, М. П. Савчук намагався об'єднати зусилля біологів, ветеринарів та медиків для пошуків засобів профілактики та боротьби з паразитами людини та сільськогосподарських тварин. З цією метою у 60-ті рр. М. П. Савчук домігся відкриття на базі університету біологічної наукової лабораторії.
В цілому П. Савчук автор близько 150 праць і статей, присвячених, головним чином, зоології безхребетних, також питанням експериментальної біології, зокрема регенерації та експериментальної гельмінтології.

## Звання та нагороди
- Два ордени Трудового Червоного Прапора.
- Медалі «За доблесну працю у Великій Вітчизняній війні 1941—1945 рр.», «За доблесну працю, В ознаменування 100-річчя з дня народження Володимира Ілліча Леніна»
- Звання "Заслужений діяч науки УРСР" (1965)

## Наукові праці
- До питання морфолаксису / Н. А. Савчук // Труды Одес. гос. ун-та. — 1934. — Т. 1. — С. 1-14.
- Про життя частин тіла поза організмом / Н. А. Савчук // Труды Одес. гос. ун-та. — 1937. — Т. 2. — С. 121—127.
- О регенерационной способности различных участков органа / Н. А. Савчук // Бюллютень экспериментальной биологии и медицины. — 1937. —  Т. 3, вып. 1.
- О жизни части тела вне организма / Н. А. Савчук // Бюллютень экспериментальной биологии и медицины. — 1937. — Вып. 4.
- О градиент-поле / Н. А. Савчук // Докл. Акад. наук СССР. — 1938. — Т. 20, № 9. — С. 699—703.
- До питання про ранні стадії ембріонального розвитку курчат / Н. А. Савчук // Доп. Акад. наук УРСР. — 1956. — № 1.
- Ембріологія: учб. посіб. / Н. А. Савчук. — Одеса, 1959.
- Імунітет і довголіття / Н. А. Савчук // Праці Одес. держ. ун-ту. Сер. біол. — 1962. — Т. 152 : Наук. проблеми імунології, вип. 10.
- Зоологія безхребетних: підруч. / Н. А. Савчук. — 2-е доп. вид. — Київ: Рад. шк., 1965.
- Об очагах трихинеллеза на территории Одесской области. Ч. 1 / Н. А. Савчук // Проблемы паразитологии. — К., 1969.